# Salmo obtusirostris
La trucha adriática (Salmo obtusirostris) es una especie de pez de agua dulce de la familia de los salmónidos distribuida por unos pocos ríos de Croacia, Bosnia-Herzegovina y Montenegro. Es una importante especie pescada para su comercialización, con alto valor en el mercado, así como para pesca deportiva.

## Anatomía

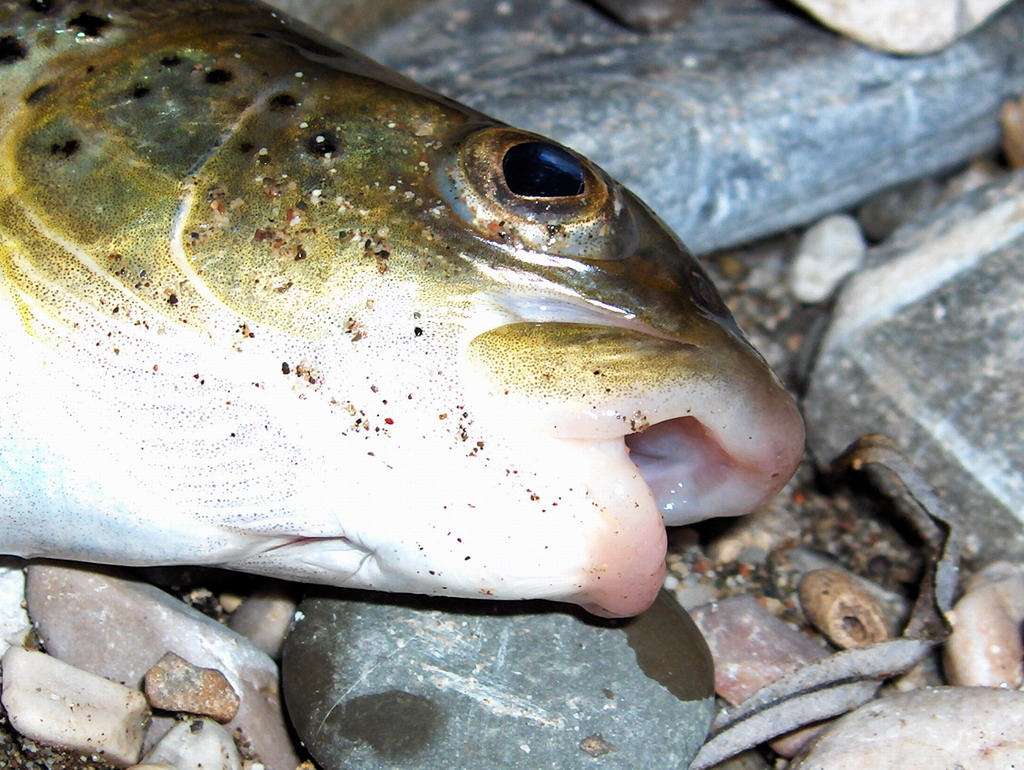
Boca obtusa.

La longitud máxima descrita fue de 26 cm. Tiene un color dorado muy llamativo, con lunares rojos, y una pequeña boca en un hocico chato, de donde deriva su nombre científico.

## Hábitat y biología
Su hábitat natural son ríos de zonas cársticas y temperatura fría, pues viven cerca de la cabecera, a gran altitud. No son migradores, y pasan toda su vida en el mismo río.
La especie sólo aparece en cuatro localizaciones, y en todas ellas está sometida a sobrepesca, tanto deportiva como para comercialización, además de estarse hibridando con otras especies de trucha introducidas por el hombre; asimismo, existe contaminación de las aguas en donde vive. Por estos motivos su área de distribución está disminuyendo rápidamente.